# Talni
Le talni (ou taleni, ou tallensi) est une langue gour du Ghana parlée par les Tallensi.